# Темрюцька затока

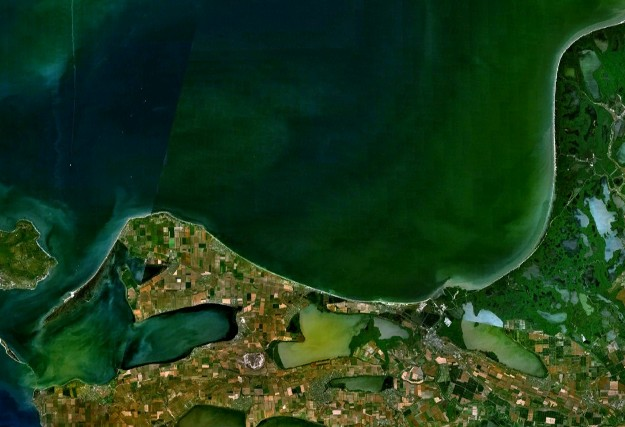
Темрюцька затока (вигляд із космосу)

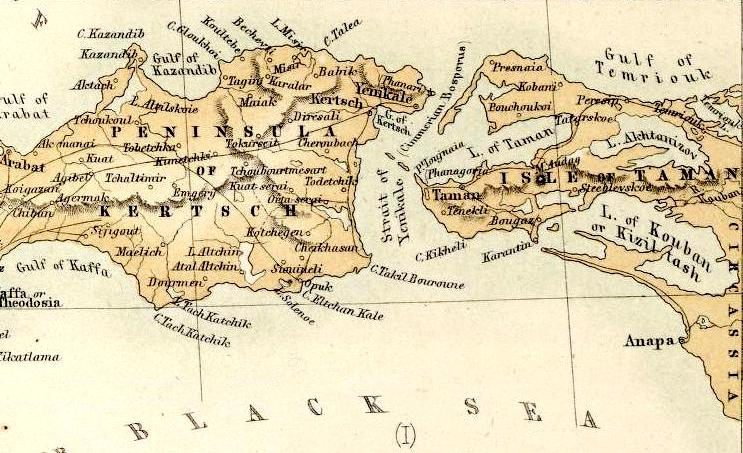
Темрюцька затока на мапі 1872 року (розташована справа та зверху)

45°28′38″ пн. ш. 37°19′13″ сх. д. / 45.47722° пн. ш. 37.32028° сх. д.
Темрюцька затока — затока на південному сході Азовського моря, трохи східніше від Керченської протоки. Адміністративно належить до Краснодарського краю Росії.

## Опис
Врізається у суходіл на 27 км, ширина біля входу — 60 км; глибина бл. 10 м.
Берега низовинні, здебільша зарослі очеретом.
Замерзає в середині січня, скресає в березні.
До Темрюцької затоки впадає головна віднога р. Кубані.
У гирлі Кубані лежать мілководні Курчанський і Ахтанизовський лимани, поблизу гирла Кубані — м. Темрюк.